# ZNF883
ZNF883 (англ. Zinc finger protein 883) – білок, який кодується однойменним геном, розташованим у людей на 9-й хромосомі. Довжина поліпептидного ланцюга білка становить 379 амінокислот, а молекулярна маса — 43 967.
| 10         |  | 20         |  | 30         |  | 40         |  | 50         |
| ---------- |  | ---------- |  | ---------- |  | ---------- |  | ---------- |
| MESEKIYMTA |  | NPYLCTECGK |  | GYTCLASLTQ |  | HQKTHIGEKP |  | YECKICGKSF |
| TRNSNLVQHQ |  | RIHTGEKPYE |  | CNECGKAFSQ |  | STNLIQHQRV |  | HTGEKPYECN |
| ECEKTFSHRS |  | SLRNHERIHT |  | GEKPYPCNEC |  | GKAFSHISAL |  | TQHHRIHTGK |
| KPYECTECGK |  | TFSRSTHLIE |  | HQGIHSEEKS |  | YQCKQCRKVF |  | CHSTSLIRHQ |
| RTHTGEKPYE |  | CNECGKAFSH |  | TPAFIQHQRI |  | HTGEKPYECN |  | ACGKAFNRSA |
| HLTEHQRTHT |  | GEKPYVCKEC |  | GKTFSRSTHL |  | TEHLKIHSCV |  | KPYQCNECQK |
| LFCYRTSLIR |  | HQRTHTGEKP |  | YQCNECGKSF |  | SLSSALTKHK |  | RIHTRERPYQ |
| CTKCGDVFCH |  | STSLIRHQKT |  | HFRKETLAE  |  |            |  |            |

A: Аланін

C: Цистеїн

D: Аспарагінова кислота

E: Глутамінова кислота

F: Фенілаланін

G: Гліцин

H: Гістидин

I: Ізолейцин

K: Лізин

L: Лейцин

M: Метіонін

N: Аспарагін

P: Пролін

Q: Глутамін

R: Аргінін

S: Серин

T: Треонін

V: Валін

Задіяний у таких біологічних процесах, як транскрипція, регуляція транскрипції. 
Білок має сайт для зв'язування з іонами металів, іоном цинку, ДНК. 
Локалізований у ядрі.